# Prominea porrecta
Prominea porrecta là một loài bướm đêm trong họ Noctuidae.